# Eastman Region (Manitoba)

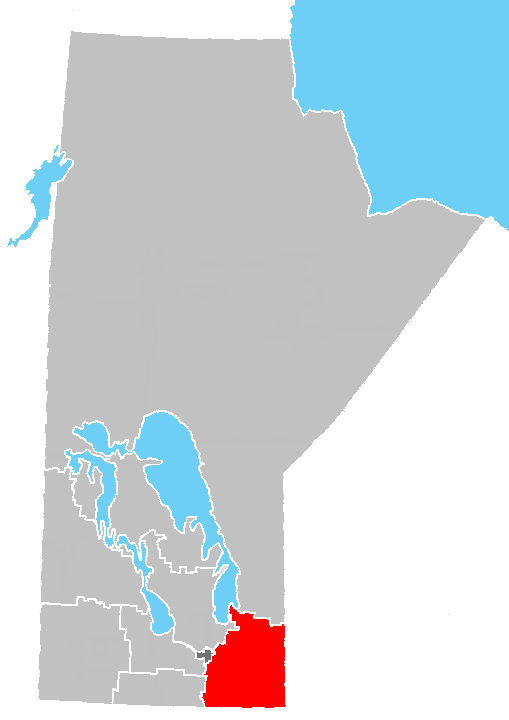
Ubicazione della Eastman Region nel Manitoba

La Eastman Region, nota anche con il nome di Division No. 1, è una regione provinciale del Canada, nella provincia di Manitoba. I suoi confini sono:
- a nord il fiume Winnipeg e l'omonimo lago, che la separano dalla Northern Region
- a est la regione dell'Ontario del nordovest
- a sud lo stato statunitense del Minnesota
- a ovest il Fiume rosso del nord la separa dalle regioni di Pembina Valley e Interlake.

La città di Steinbach è il centro più popolato della regione. Quest'ultima comprende le divisioni censuarie No. 1, No. 2 e No. 12 la cui popolazione complessiva raggiungeva le 104.535 unità al censimento del 2011. La superficie totale della regione è di 21.137.02 km².

## Comunità principali
- Beausejour
- Lac du Bonnet
- Niverville
- Pinawa
- Powerview-Pine Falls
- Ste. Anne
- St-Pierre-Jolys
- Steinbach